# Загорье (городской округ Истра)
Загорье — деревня в Онуфриевском сельском поселении Истринского района Московской области. Население — 29 чел. (2010). С Истрой деревня связана автобусным сообщением (автобус № 26). В деревне есть часовня Сергия Радонежского, построенная в 1904 году на месте упразднённой церкви XVIII века (построена на средства крестьянина Е. П. Сорокина).
Находится в 30 км юго-западнее Истры, в междуречье Малой Истры и её притока Негуч, высота над уровнем моря 214 м. Ближайшие населённые пункты на юге — Бочкино и Ульево — около 2 км.
Известно с 1624 года, когда деревня Загорье, Есипова тож принадлежала неким И. И. Городчикову, А. И. Виселицыну и Н. В. Кудаеву, с 1678 года — Обернисову, с 1706 года, с перерывами — Тулубьевым. В 1715—1716 годах была построена деревянная церковь во имя преподобного Сергия Радонежского, сгоревшая от удара молнии во второй половине XVIII века, на месте которой была выстроена часовня.

## Население
| 2002 | 2006 | 2010 |
| ---- | ---- | ---- |
| 32   | ↘30  | ↘29  |